# Le Click
Le Click – niemiecka grupa tworząca muzykę eurodance. Popularność zdobyła takimi utworami jak "Tonight is the Night" i "Call Me". Zespół składał się ze szwedzkiej piosenkarki Kayo Shekoni oraz rapera Roberta Haynesa. Producentem był Frank Farian. W 1998 roku grupa zakończyła działalność.

## Single
- 1995 "Tonight is the Night" (feat. Melanie Thornton)
- 1997 
  - "Call Me"
  - "Don't Go"
  - "Heaven's Got to Be Better"

## Albumy
- 1997 "Tonight is the Night"